# ГЕС Shātián
ГЕС Shātián (沙田水电站) — гідроелектростанція у центральній частині Китаю в провінції Хунань. Входить до складу каскаду у сточищі річки Leishui, правої притоки Сянцзян (впадає до розташованого на правобережжі Янцзи великого озера Дунтін). 
В межах проекту Oujiang (верхню течію Leishui) перекрили бетонною арковою греблею висотою 39 метрів, довжиною 110 метрів та шириною по гребеню 2 метра. Вона утримує водосховище з об’ємом 16,8 млн м3 та припустимим коливанням рівня поверхні у операційному режимі між позначками 463 та 474 метра НРМ. 
Зі сховища через лівобережний гірський масив прокладено дериваційний тунель довжиною 4,4 км, який подає ресурс до наземного машинного залу (відстань між ним та греблею по руслу річки перевищує 7 км). У першій половині 1970-х тут встановили три турбіни загальною потужністю 54 МВт. В 2001-му їх модернізували до показника у 58 МВт, а за сім років стала до ладу друга черга із двох турбін загальною потужністю 50 МВт.